# Liste des anciennes communes de l'Ain
Cette page a pour objectif de retracer toutes les modifications communales dans le département de l'Ain : les anciennes communes qui ont existé depuis la Révolution française, ainsi que les créations, les modifications officielles de nom, ainsi que les échanges de territoires entre communes.
En 1800, le territoire du département de l'Ain comportait 435 communes.
Déjà avant 1800, plusieurs petites communes furent incitées à se rattacher à d'autres, puisque la Révolution avait créé ici 501 municipalités (dans les limites départementales de l'époque).
Le XIXe siècle a vu l'émergence d'une série de nouvelles communes, une vague de créations qui s'est prolongée jusqu'en 1910 (avec la création de la commune de Mijoux). Le département compte alors 457 communes, son maximum. Les réformes successives de 1971 (loi Marcellin) et de 2010 (communes nouvelles) ont été plutôt suivies, plus spécialement dans le Haut-Bugey où l'exode rural plus marqué a réduit davantage la taille des communes. Le nombre des communes a ainsi été réduit d'une soixantaine d'unités. Aujourd'hui 391 communes forment son territoire (au 1er janvier 2025).
À noter que les limites départementales ont été modifiées à plusieurs reprises : à l'est du département où la disparition du département du Léman, en 1815, et le rattachement du secteur de Genève à la Suisse, a vu un nouveau découpage se former dans le pays de Gex. Mais aussi au sud-ouest, beaucoup plus récemment, en 1967, en rattachant 6 communes de la proche périphérie lyonnaise au département du Rhône.

## Fusions
| Nom de la nouvelle commune     | Communes réunies                                                  | Régime | Date (et nature) de la décision | Date d'effet             |
| ------------------------------ | ----------------------------------------------------------------- | --- | ------------------------------- | ------------------------ |
| Haut Valromey                  | Haut Valromey                                                     | commune nouvelle (avec 1 seule commune déléguée : Ruffieu)                                                 | 12 juillet 2024 (Arrêté)        | 1er janvier 2025         |
| Haut Valromey                  | Ruffieu                                                           | commune nouvelle (avec 1 seule commune déléguée : Ruffieu)                                                 | 12 juillet 2024 (Arrêté)        | 1er janvier 2025         |
| Culoz-Béon                     | Culoz                                                             | commune nouvelle (avec communes déléguées)                                                                 | 12 décembre 2022 (Arrêté)       | 1er janvier 2023         |
| Culoz-Béon                     | Béon                                                              | commune nouvelle (avec communes déléguées)                                                                 | 12 décembre 2022 (Arrêté)       | 1er janvier 2023         |
| Bresse Vallons                 | Cras-sur-Reyssouze                                                | commune nouvelle (avec communes déléguées)                                                                 | 21 décembre 2018 (Arrêté)       | 1er janvier 2019         |
| Bresse Vallons                 | Étrez                                                             | commune nouvelle (avec communes déléguées)                                                                 | 21 décembre 2018 (Arrêté)       | 1er janvier 2019         |
| Arvière-en-Valromey            | Virieu-le-Petit                                                   | commune nouvelle (avec communes déléguées)                                                                 | 17 décembre 2018 (Arrêté)       | 1er janvier 2019         |
| Arvière-en-Valromey            | Brénaz                                                            | commune nouvelle (avec communes déléguées)                                                                 | 17 décembre 2018 (Arrêté)       | 1er janvier 2019         |
| Arvière-en-Valromey            | Chavornay                                                         | commune nouvelle (avec communes déléguées)                                                                 | 17 décembre 2018 (Arrêté)       | 1er janvier 2019         |
| Arvière-en-Valromey            | Lochieu                                                           | commune nouvelle (avec communes déléguées)                                                                 | 17 décembre 2018 (Arrêté)       | 1er janvier 2019         |
| Valromey-sur-Séran             | Belmont-Luthézieu                                                 | commune nouvelle (avec communes déléguées)                                                                 | 17 décembre 2018 (Arrêté)       | 1er janvier 2019         |
| Valromey-sur-Séran             | Lompnieu                                                          | commune nouvelle (avec communes déléguées)                                                                 | 17 décembre 2018 (Arrêté)       | 1er janvier 2019         |
| Valromey-sur-Séran             | Sutrieu                                                           | commune nouvelle (avec communes déléguées)                                                                 | 17 décembre 2018 (Arrêté)       | 1er janvier 2019         |
| Valromey-sur-Séran             | Vieu                                                              | commune nouvelle (avec communes déléguées)                                                                 | 17 décembre 2018 (Arrêté)       | 1er janvier 2019         |
| Plateau d'Hauteville           | Hauteville-Lompnes                                                | commune nouvelle (avec communes déléguées)                                                                 | 12 décembre 2018 (Arrêté)       | 1er janvier 2019         |
| Plateau d'Hauteville           | Cormaranche-en-Bugey                                              | commune nouvelle (avec communes déléguées)                                                                 | 12 décembre 2018 (Arrêté)       | 1er janvier 2019         |
| Plateau d'Hauteville           | Hostiaz                                                           | commune nouvelle (avec communes déléguées)                                                                 | 12 décembre 2018 (Arrêté)       | 1er janvier 2019         |
| Plateau d'Hauteville           | Thézillieu                                                        | commune nouvelle (avec communes déléguées)                                                                 | 12 décembre 2018 (Arrêté)       | 1er janvier 2019         |
| Surjoux-Lhopital               | Surjoux                                                           | commune nouvelle (avec communes déléguées)                                                                 | 3 décembre 2018 (Arrêté)        | 1er janvier 2019         |
| Surjoux-Lhopital               | Lhôpital                                                          | commune nouvelle (avec communes déléguées)                                                                 | 3 décembre 2018 (Arrêté)        | 1er janvier 2019         |
| Magnieu                        | Magnieu                                                           | commune nouvelle (SANS communes déléguées depuis le 1-3-2020)                                              | 23 novembre 2018 (Arrêté)       | 1er janvier 2019         |
| Magnieu                        | Saint-Champ                                                       | commune nouvelle (SANS communes déléguées depuis le 1-3-2020)                                              | 23 novembre 2018 (Arrêté)       | 1er janvier 2019         |
| Valserhône                     | Bellegarde-sur-Valserine                                          | commune nouvelle (avec communes déléguées)                                                                 | 22 octobre 2018 (Arrêté)        | 1er janvier 2019         |
| Valserhône                     | Châtillon-en-Michaille                                            | commune nouvelle (avec communes déléguées)                                                                 | 22 octobre 2018 (Arrêté)        | 1er janvier 2019         |
| Valserhône                     | Lancrans                                                          | commune nouvelle (avec communes déléguées)                                                                 | 22 octobre 2018 (Arrêté)        | 1er janvier 2019         |
| Bâgé-Dommartin                 | Bâgé-la-Ville                                                     | commune nouvelle (avec communes déléguées)                                                                 | 1er décembre 2017 (Arrêté)      | 1er janvier 2018         |
| Bâgé-Dommartin                 | Dommartin                                                         | commune nouvelle (avec communes déléguées)                                                                 | 1er décembre 2017 (Arrêté)      | 1er janvier 2018         |
| Chazey-Bons                    | Chazey-Bons                                                       | commune nouvelle (SANS communes déléguées depuis le 22-3-2020)                                             | 30 juin 2016 (Arrêté)           | 1er janvier 2017         |
| Chazey-Bons                    | Pugieu                                                            | commune nouvelle (SANS communes déléguées depuis le 22-3-2020)                                             | 30 juin 2016 (Arrêté)           | 1er janvier 2017         |
| Nivigne et Suran               | Chavannes-sur-Suran                                               | commune nouvelle (SANS communes déléguées depuis le 1-1-2023)                                              | 20 mai 2016 (Arrêté)            | 1er janvier 2017         |
| Nivigne et Suran               | Germagnat                                                         | commune nouvelle (SANS communes déléguées depuis le 1-1-2023)                                              | 20 mai 2016 (Arrêté)            | 1er janvier 2017         |
| Groslée-Saint-Benoit           | Saint-Benoît                                                      | commune nouvelle (avec communes déléguées)                                                                 | 30 décembre 2015 (Arrêté)       | 1er janvier 2016         |
| Groslée-Saint-Benoit           | Groslée                                                           | commune nouvelle (avec communes déléguées)                                                                 | 30 décembre 2015 (Arrêté)       | 1er janvier 2016         |
| Parves et Nattages             | Parves                                                            | commune nouvelle (avec communes déléguées)                                                                 | 24 décembre 2015 (Arrêté)       | 1er janvier 2016         |
| Parves et Nattages             | Nattages                                                          | commune nouvelle (avec communes déléguées)                                                                 | 24 décembre 2015 (Arrêté)       | 1er janvier 2016         |
| Val-Revermont                  | Treffort-Cuisiat                                                  | commune nouvelle (avec 3 communes déléguées : Treffort, Cuisiat et Pressiat)                               | 4 décembre 2015 (Arrêté)        | 1er janvier 2016         |
| Val-Revermont                  | Pressiat                                                          | commune nouvelle (avec 3 communes déléguées : Treffort, Cuisiat et Pressiat)                               | 4 décembre 2015 (Arrêté)        | 1er janvier 2016         |
| Champdor-Corcelles             | Champdor                                                          | commune nouvelle (avec communes déléguées)                                                                 | 27 novembre 2015 (Arrêté)       | 1er janvier 2016         |
| Champdor-Corcelles             | Corcelles                                                         | commune nouvelle (avec communes déléguées)                                                                 | 27 novembre 2015 (Arrêté)       | 1er janvier 2016         |
| Arboys en Bugey                | Arbignieu                                                         | commune nouvelle (avec communes déléguées)                                                                 | 29 septembre 2015 (Arrêté)      | 1er janvier 2016         |
| Arboys en Bugey                | Saint-Bois                                                        | commune nouvelle (avec communes déléguées)                                                                 | 29 septembre 2015 (Arrêté)      | 1er janvier 2016         |
| Haut Valromey                  | Hotonnes                                                          | commune nouvelle (SANS communes déléguées depuis le 22-12-2022)                                            | 29 septembre 2015 (Arrêté)      | 1er janvier 2016         |
| Haut Valromey                  | Le Grand-Abergement                                               | commune nouvelle (SANS communes déléguées depuis le 22-12-2022)                                            | 29 septembre 2015 (Arrêté)      | 1er janvier 2016         |
| Haut Valromey                  | Le Petit-Abergement                                               | commune nouvelle (SANS communes déléguées depuis le 22-12-2022)                                            | 29 septembre 2015 (Arrêté)      | 1er janvier 2016         |
| Haut Valromey                  | Songieu                                                           | commune nouvelle (SANS communes déléguées depuis le 22-12-2022)                                            | 29 septembre 2015 (Arrêté)      | 1er janvier 2016         |
| Le Poizat-Lalleyriat           | Lalleyriat                                                        | commune nouvelle (avec communes déléguées)                                                                 | 15 septembre 2015 (Arrêté)      | 1er janvier 2016         |
| Le Poizat-Lalleyriat           | Le Poizat                                                         | commune nouvelle (avec communes déléguées)                                                                 | 15 septembre 2015 (Arrêté)      | 1er janvier 2016         |
| Prévessin-Moëns                | Prévessin                                                         | fusion simple                                                                                              | 23 décembre 1974 (Arrêté)       | 1er janvier 1975         |
| Prévessin-Moëns                | Moëns                                                             | fusion simple                                                                                              | 23 décembre 1974 (Arrêté)       | 1er janvier 1975         |
| Belmont-Luthézieu              | Belmont                                                           | fusion association (fusion simple depuis le 1-12-1997)                                                     | 17 octobre 1974 (Décret)        | 1er novembre 1974        |
| Belmont-Luthézieu              | Luthézieu                                                         | fusion association (fusion simple depuis le 1-12-1997)                                                     | 17 octobre 1974 (Décret)        | 1er novembre 1974        |
| Bohas-Meyriat-Rignat           | Meyriat                                                           | fusion association (fusion simple depuis le 1-1-2000, pour Bohas)                                          | 28 décembre 1973 (Arrêté)       | 1er janvier 1974         |
| Bohas-Meyriat-Rignat           | Bohas                                                             | fusion association (fusion simple depuis le 1-1-2000, pour Bohas)                                          | 28 décembre 1973 (Arrêté)       | 1er janvier 1974         |
| Bohas-Meyriat-Rignat           | Rignat                                                            | fusion association (fusion simple depuis le 1-1-2000, pour Bohas)                                          | 28 décembre 1973 (Arrêté)       | 1er janvier 1974         |
| Sutrieu                        | Sutrieu                                                           | fusion association (fusion simple depuis le 1-2-1994)                                                      | 28 décembre 1973 (Arrêté)       | 1er janvier 1974         |
| Sutrieu                        | Charancin                                                         | fusion association (fusion simple depuis le 1-2-1994)                                                      | 28 décembre 1973 (Arrêté)       | 1er janvier 1974         |
| Sutrieu                        | Fitignieu                                                         | fusion association (fusion simple depuis le 1-2-1994)                                                      | 28 décembre 1973 (Arrêté)       | 1er janvier 1974         |
| Villieu-Loyes-Mollon           | Villieu                                                           | fusion association (fusion simple depuis le 1-1-1995)                                                      | 28 décembre 1973 (Arrêté)       | 1er janvier 1974         |
| Villieu-Loyes-Mollon           | Loyes                                                             | fusion association (fusion simple depuis le 1-1-1995)                                                      | 28 décembre 1973 (Arrêté)       | 1er janvier 1974         |
| Villieu-Loyes-Mollon           | Mollon                                                            | fusion association (fusion simple depuis le 1-1-1995)                                                      | 28 décembre 1973 (Arrêté)       | 1er janvier 1974         |
| Châtillon-en-Michaille         | Châtillon-de-Michaille                                            | fusion association (fusion simple depuis le 1-2-1985)                                                      | 22 octobre 1973 (Arrêté)        | 1er novembre 1973        |
| Châtillon-en-Michaille         | Ochiaz                                                            | fusion association (fusion simple depuis le 1-2-1985)                                                      | 22 octobre 1973 (Arrêté)        | 1er novembre 1973        |
| Châtillon-en-Michaille         | Vouvray                                                           | fusion association (fusion simple depuis le 1-2-1985)                                                      | 22 octobre 1973 (Arrêté)        | 1er novembre 1973        |
| Sonthonnax-la-Montagne         | Sonthonnax-la-Montagne                                            | fusion simple                                                                                              | 8 août 1973 (Arrêté)            | 1er janvier 1974         |
| Sonthonnax-la-Montagne         | Napt                                                              | fusion simple                                                                                              | 8 août 1973 (Arrêté)            | 1er janvier 1974         |
| Amareins-Francheleins-Cesseins | Francheleins                                                      | fusion association (fusion simple depuis le 1-1-1983, pour Amareins, et depuis le 1-8-1996, pour Cesseins) | 16 juillet 1973 (Arrêté)        | 1er janvier 1974         |
| Amareins-Francheleins-Cesseins | Amareins                                                          | fusion association (fusion simple depuis le 1-1-1983, pour Amareins, et depuis le 1-8-1996, pour Cesseins) | 16 juillet 1973 (Arrêté)        | 1er janvier 1974         |
| Amareins-Francheleins-Cesseins | Cesseins                                                          | fusion association (fusion simple depuis le 1-1-1983, pour Amareins, et depuis le 1-8-1996, pour Cesseins) | 16 juillet 1973 (Arrêté)        | 1er janvier 1974         |
| Nurieux-Volognat               | Mornay                                                            | fusion simple                                                                                              | 14 février 1973 (Arrêté)        | 1er mars 1973            |
| Nurieux-Volognat               | Volognat                                                          | fusion simple                                                                                              | 14 février 1973 (Arrêté)        | 1er mars 1973            |
| Montluel                       | Montluel                                                          | fusion association                                                                                         | 29 décembre 1972 (Arrêté)       | 1er janvier 1973         |
| Montluel                       | Cordieux                                                          | fusion association                                                                                         | 29 décembre 1972 (Arrêté)       | 1er janvier 1973         |
| Oyonnax                        | Oyonnax                                                           | fusion simple (dès 1973, pour Bouvent)                                                                     | 29 décembre 1972 (Arrêté)       | 1er janvier 1973         |
| Oyonnax                        | Bouvent                                                           | fusion simple (dès 1973, pour Bouvent)                                                                     | 29 décembre 1972 (Arrêté)       | 1er janvier 1973         |
| Oyonnax                        | Veyziat                                                           | fusion association (pour Veyziat) (fusion simple depuis le 1-1-2015)                                       | 29 décembre 1972 (Arrêté)       | 1er janvier 1973         |
| Hautecourt-Romanèche           | Hautecourt                                                        | fusion association (fusion simple depuis le 1-8-1997)                                                      | 26 décembre 1972 (Arrêté)       | 1er janvier 1973         |
| Hautecourt-Romanèche           | Romanèche                                                         | fusion association (fusion simple depuis le 1-8-1997)                                                      | 26 décembre 1972 (Arrêté)       | 1er janvier 1973         |
| Champagne-en-Valromey          | Champagne-en-Valromey                                             | fusion association (fusion simple depuis le 1-1-1997)                                                      | 22 décembre 1972 (Arrêté)       | 1er janvier 1973         |
| Champagne-en-Valromey          | Lilignod                                                          | fusion association (fusion simple depuis le 1-1-1997)                                                      | 22 décembre 1972 (Arrêté)       | 1er janvier 1973         |
| Champagne-en-Valromey          | Passin                                                            | fusion association (fusion simple depuis le 1-1-1997)                                                      | 22 décembre 1972 (Arrêté)       | 1er janvier 1973         |
| Injoux-Génissiat               | Injoux                                                            | fusion simple                                                                                              | 22 décembre 1972 (Arrêté)       | 1er janvier 1973         |
| Injoux-Génissiat               | Craz-en-Michaille                                                 | fusion simple                                                                                              | 22 décembre 1972 (Arrêté)       | 1er janvier 1973         |
| Matafelon-Granges              | Matafelon                                                         | fusion simple                                                                                              | 22 décembre 1972 (Arrêté)       | 1er janvier 1973         |
| Matafelon-Granges              | Granges                                                           | fusion simple                                                                                              | 22 décembre 1972 (Arrêté)       | 1er janvier 1973         |
| Treffort-Cuisiat               | Treffort                                                          | fusion association                                                                                         | 28 novembre 1972 (Arrêté)       | 1er décembre 1972        |
| Treffort-Cuisiat               | Cuisiat                                                           | fusion association                                                                                         | 28 novembre 1972 (Arrêté)       | 1er décembre 1972        |
| Bellegarde-sur-Valserine       | Bellegarde-sur-Valserine                                          | fusion | 9 décembre 1970 (Arrêté)        | 1er janvier 1971         |
| Bellegarde-sur-Valserine       | Arlod                                                             | fusion | 9 décembre 1970 (Arrêté)        | 1er janvier 1971         |
| Bellegarde-sur-Valserine       | Bellegarde-sur-Valserine                                          | fusion | 21 mars 1966 (Décret)           | 23 mars 1966             |
| Bellegarde-sur-Valserine       | Coupy                                                             | fusion | 21 mars 1966 (Décret)           | 23 mars 1966             |
| Divonne-les-Bains              | Divonne-les-Bains                                                 | fusion | 8 février 1965 (Arrêté)         | 15 février 1965          |
| Divonne-les-Bains              | Vésenex-Crassy                                                    | fusion | 8 février 1965 (Arrêté)         | 15 février 1965          |
| Lagnieu                        | Lagnieu                                                           | fusion | 10 janvier 1965 (Arrêté)        | 10 janvier 1965          |
| Lagnieu                        | Proulieu                                                          | fusion | 10 janvier 1965 (Arrêté)        | 10 janvier 1965          |
| Hauteville-Lompnes             | Hauteville-Lompnes                                                | fusion | 29 juillet 1964 (Arrêté),       | 1er septembre 1964       |
| Hauteville-Lompnes             | Lacoux                                                            | fusion | 29 juillet 1964 (Arrêté),       | 1er septembre 1964       |
| Hauteville-Lompnes             | Longecombe                                                        | fusion | 29 juillet 1964 (Arrêté),       | 1er septembre 1964       |
| Corveissiat                    | Corveissiat                                                       | fusion | 11 mai 1964 (Arrêté)            | 4 juin 1964              |
| Corveissiat                    | Arnans                                                            | fusion | 11 mai 1964 (Arrêté)            | 4 juin 1964              |
| Chézery-Forens                 | Chézery                                                           | fusion | 24 août 1962 (Décret)           | 27 août 1962             |
| Chézery-Forens                 | Forens                                                            | fusion | 24 août 1962 (Décret)           | 27 août 1962             |
| Corveissiat                    | Corveissiat                                                       | fusion | 30 juillet 1943 (Arrêté)        | 1er août 1943            |
| Corveissiat                    | Saint-Maurice-d'Échazeaux                                         | fusion | 30 juillet 1943 (Arrêté)        | 1er août 1943            |
| Hauteville-Lompnes             | Hauteville                                                        | fusion | 16 juillet 1942 (Décret)        | 16 juillet 1942 (Décret) |
| Hauteville-Lompnes             | Lompnes                                                           | fusion | 16 juillet 1942 (Décret)        | 16 juillet 1942 (Décret) |
| Cruzilles-lès-Mépillat         | Cruzilles                                                         | fusion | 14 juin 1865 (Décret),          | 14 juin 1865 (Décret),   |
| Cruzilles-lès-Mépillat         | Mépillat                                                          | fusion | 14 juin 1865 (Décret),          | 14 juin 1865 (Décret),   |
| Talissieu                      | Talissieu                                                         | fusion | 25 mars 1863 (Loi)              | 25 mars 1863 (Loi)       |
| Talissieu                      | Ameyzieu (une partie)                                             | fusion | 25 mars 1863 (Loi)              | 25 mars 1863 (Loi)       |
| Yon-Artemare                   | Yon                                                               | fusion | 25 mars 1863 (Loi)              | 25 mars 1863 (Loi)       |
| Yon-Artemare                   | Ameyzieu (une partie)                                             | fusion | 25 mars 1863 (Loi)              | 25 mars 1863 (Loi)       |
| Châtillon-sur-Chalaronne       | Châtillon-sur-Chalaronne                                          | fusion | 2 mars 1837 (Ordonnance)        | 2 mars 1837 (Ordonnance) |
| Châtillon-sur-Chalaronne       | Saint-Cyr                                                         | fusion | 2 mars 1837 (Ordonnance)        | 2 mars 1837 (Ordonnance) |
| Villeneuve                     | Villeneuve                                                        | fusion | 1827                            | 1827                     |
| Villeneuve                     | Agnereins                                                         | fusion | 1827                            | 1827                     |
| Saint-Trivier-sur-Moignans     | Saint-Trivier-sur-Moignans                                        | fusion | 1826                            | 1826                     |
| Saint-Trivier-sur-Moignans     | Bereins                                                           | fusion | 1826                            | 1826                     |
| Chalamont                      | Chalamont                                                         | fusion | 1812                            | 1812                     |
| Chalamont                      | Ronzuel                                                           | fusion | 1812                            | 1812                     |
| Mantenay-Montlin               | Mantenay                                                          | fusion | 1807                            | 1807                     |
| Mantenay-Montlin               | Montlin                                                           | fusion | 1807                            | 1807                     |
| Cormaranche                    | Cormaranche                                                       | fusion | 1806                            | 1806                     |
| Cormaranche                    | Vaux-Saint-Sulpice                                                | fusion | 1806                            | 1806                     |
| Châtillon-sur-Chalaronne       | Châtillon-sur-Chalaronne                                          | fusion | 1795-1800                       | 1795-1800                |
| Châtillon-sur-Chalaronne       | L'Abergement-Clémenciat (rétablie en 1857)                        | fusion | 1795-1800                       | 1795-1800                |
| Châtillon-sur-Chalaronne       | Sulignat (rétablie en 1809)                                       | fusion | 1795-1800                       | 1795-1800                |
| Cormoranche                    | Cormoranche                                                       | fusion | 1795-1800                       | 1795-1800                |
| Cormoranche                    | Bey (rétablie en 1817)                                            | fusion | 1795-1800                       | 1795-1800                |
| Jassans                        | Jassans                                                           | fusion | 1795-1800                       | 1795-1800                |
| Jassans                        | Riottier                                                          | fusion | 1795-1800                       | 1795-1800                |
| Lent                           | Lent                                                              | fusion | 1795-1800                       | 1795-1800                |
| Lent                           | Longchamp                                                         | fusion | 1795-1800                       | 1795-1800                |
| Mézériat                       | Mézériat                                                          | fusion | 1795-1800                       | 1795-1800                |
| Mézériat                       | Montfalcon                                                        | fusion | 1795-1800                       | 1795-1800                |
| Murs-et-Gélignieux             | Murs                                                              | fusion | 1795-1800                       | 1795-1800                |
| Murs-et-Gélignieux             | Gélignieux                                                        | fusion | 1795-1800                       | 1795-1800                |
| Saint-Cyr-sur-Menthon          | Saint-Cyr-sur-Menthon                                             | fusion | 1795-1800                       | 1795-1800                |
| Saint-Cyr-sur-Menthon          | Gréziat                                                           | fusion | 1795-1800                       | 1795-1800                |
| Villeneuve                     | Villeneuve                                                        | fusion | 1795-1800                       | 1795-1800                |
| Villeneuve                     | Chanteins                                                         | fusion | 1795-1800                       | 1795-1800                |
| Vonnas                         | Vonnas                                                            | fusion | 1795-1800                       | 1795-1800                |
| Vonnas                         | Luponas                                                           | fusion | 1795-1800                       | 1795-1800                |
| Ambérieu                       | Ambérieu                                                          | fusion | 1790-1794                       | 1790-1794                |
| Ambérieu                       | Les Allymes                                                       | fusion | 1790-1794                       | 1790-1794                |
| Andert-et-Condon               | Andert                                                            | fusion | 1790-1794                       | 1790-1794                |
| Andert-et-Condon               | Condon                                                            | fusion | 1790-1794                       | 1790-1794                |
| Arbignieu                      | Arbignieu                                                         | fusion | 1790-1794                       | 1790-1794                |
| Arbignieu                      | Peyzieu                                                           | fusion | 1790-1794                       | 1790-1794                |
| Attignat                       | Attignat                                                          | fusion | 1790-1794                       | 1790-1794                |
| Attignat                       | Crangeat                                                          | fusion | 1790-1794                       | 1790-1794                |
| Belmont                        | Belmont                                                           | fusion | 1790-1794                       | 1790-1794                |
| Belmont                        | Champdossin                                                       | fusion | 1790-1794                       | 1790-1794                |
| Brégnier-Cordon                | Brégnier                                                          | fusion | 1790-1794                       | 1790-1794                |
| Brégnier-Cordon                | Cordon                                                            | fusion | 1790-1794                       | 1790-1794                |
| Brénod                         | Brénod                                                            | fusion | 1790-1794                       | 1790-1794                |
| Brénod                         | Maconnod                                                          | fusion | 1790-1794                       | 1790-1794                |
| Certines                       | Certines                                                          | fusion | 1790-1794                       | 1790-1794                |
| Certines                       | Les Rippes                                                        | fusion | 1790-1794                       | 1790-1794                |
| Châtillon-sur-Chalaronne       | Châtillon-sur-Chalaronne                                          | fusion | 1790-1794                       | 1790-1794                |
| Châtillon-sur-Chalaronne       | Fleurieux                                                         | fusion | 1790-1794                       | 1790-1794                |
| Chazey-Bons                    | Chazey                                                            | fusion | 1790-1794                       | 1790-1794                |
| Chazey-Bons                    | Bons                                                              | fusion | 1790-1794                       | 1790-1794                |
| Chazey-Bons                    | Cressieu                                                          | fusion | 1790-1794                       | 1790-1794                |
| Chazey-Bons                    | Rothonod                                                          | fusion | 1790-1794                       | 1790-1794                |
| Chazey-sur-Ain                 | Chazey-sur-Ain                                                    | fusion | 1790-1794                       | 1790-1794                |
| Chazey-sur-Ain                 | Rignieux-le-Désert                                                | fusion | 1790-1794                       | 1790-1794                |
| Chézery                        | Chézery                                                           | fusion | 1790-1794                       | 1790-1794                |
| Chézery                        | Menthières                                                        | fusion | 1790-1794                       | 1790-1794                |
| Civrieux                       | Civrieux                                                          | fusion | 1790-1794                       | 1790-1794                |
| Civrieux                       | Bernoux                                                           | fusion | 1790-1794                       | 1790-1794                |
| Courmangoux                    | Courmangoux                                                       | fusion | 1790-1794                       | 1790-1794                |
| Courmangoux                    | Roissiat                                                          | fusion | 1790-1794                       | 1790-1794                |
| Craz                           | Craz                                                              | fusion | 1790-1794                       | 1790-1794                |
| Craz                           | Génissiat                                                         | fusion | 1790-1794                       | 1790-1794                |
| Domsure                        | Domsure                                                           | fusion | 1790-1794                       | 1790-1794                |
| Domsure                        | Grand-Villard                                                     | fusion | 1790-1794                       | 1790-1794                |
| Domsure                        | Villeneuve (canton de Coligny)                                    | fusion | 1790-1794                       | 1790-1794                |
| Germagnat                      | Germagnat                                                         | fusion | 1790-1794                       | 1790-1794                |
| Germagnat                      | La Serraz                                                         | fusion | 1790-1794                       | 1790-1794                |
| Germagnat                      | Toulongeon                                                        | fusion | 1790-1794                       | 1790-1794                |
| Hotonnes                       | Hotonnes                                                          | fusion | 1790-1794                       | 1790-1794                |
| Hotonnes                       | Rivoire                                                           | fusion | 1790-1794                       | 1790-1794                |
| Léaz                           | Léaz                                                              | fusion | 1790-1794                       | 1790-1794                |
| Léaz                           | Longeray                                                          | fusion | 1790-1794                       | 1790-1794                |
| Magnieu                        | Magnieu                                                           | fusion | 1790-1794                       | 1790-1794                |
| Magnieu                        | Billieu                                                           | fusion | 1790-1794                       | 1790-1794                |
| Massignieu-de-Rives            | Massignieu-de-Rives                                               | fusion | 1790-1794                       | 1790-1794                |
| Massignieu-de-Rives            | Écrivieux                                                         | fusion | 1790-1794                       | 1790-1794                |
| Meillonnas                     | Meillonnas                                                        | fusion | 1790-1794                       | 1790-1794                |
| Meillonnas                     | Sanciat                                                           | fusion | 1790-1794                       | 1790-1794                |
| Montluel                       | Montluel                                                          | fusion | 1790-1794                       | 1790-1794                |
| Montluel                       | Jailleux                                                          | fusion | 1790-1794                       | 1790-1794                |
| Montluel                       | Romanèche-la-Saulsaie                                             | fusion | 1790-1794                       | 1790-1794                |
| Montrevel                      | Montrevel                                                         | fusion | 1790-1794                       | 1790-1794                |
| Montrevel                      | Cuet                                                              | fusion | 1790-1794                       | 1790-1794                |
| Neuville-sur-Ain               | Neuville-sur-Ain                                                  | fusion | 1790-1794                       | 1790-1794                |
| Neuville-sur-Ain               | Thol                                                              | fusion | 1790-1794                       | 1790-1794                |
| Parves                         | Chemillieu-de-Parves                                              | fusion | 1790-1794                       | 1790-1794                |
| Parves                         | Saint-Didier-de-Marnix (rétablie en 1872 sous le nom de Nattages) | fusion | 1790-1794                       | 1790-1794                |
| Passin                         | Passin                                                            | fusion | 1790-1794                       | 1790-1794                |
| Passin                         | Chemillieu-Poisieu                                                | fusion | 1790-1794                       | 1790-1794                |
| Pouilly-Saint-Genis            | Pouilly                                                           | fusion | 1790-1794                       | 1790-1794                |
| Pouilly-Saint-Genis            | Saint-Genix                                                       | fusion | 1790-1794                       | 1790-1794                |
| Rignieux-le-Franc              | Rignieux-le-Franc                                                 | fusion | 1790-1794                       | 1790-1794                |
| Rignieux-le-Franc              | Samans                                                            | fusion | 1790-1794                       | 1790-1794                |
| Saint-Champ                    | Saint-Champ                                                       | fusion | 1790-1794                       | 1790-1794                |
| Saint-Champ                    | Chatonod                                                          | fusion | 1790-1794                       | 1790-1794                |
| Saint-Étienne-du-Bois          | Saint-Étienne-du-Bois                                             | fusion | 1790-1794                       | 1790-1794                |
| Saint-Étienne-du-Bois          | Lionnières                                                        | fusion | 1790-1794                       | 1790-1794                |
| Saint-Martin-du-Mont           | Saint-Martin-du-Mont                                              | fusion | 1790-1794                       | 1790-1794                |
| Saint-Martin-du-Mont           | Gravelles                                                         | fusion | 1790-1794                       | 1790-1794                |
| Saint-Trivier-sur-Moignans     | Saint-Trivier-sur-Moignans                                        | fusion | 1790-1794,                      | 1790-1794,               |
| Saint-Trivier-sur-Moignans     | Montagneux                                                        | fusion | 1790-1794,                      | 1790-1794,               |
| Saint-Trivier-sur-Moignans     | Percieux                                                          | fusion | 1790-1794,                      | 1790-1794,               |
| Saint-Trivier-sur-Moignans     | Saint-Christophe (rétablie en 1846 sous le nom de Relevant)       | fusion | 1790-1794,                      | 1790-1794,               |
| Salavre                        | Salavre                                                           | fusion | 1790-1794                       | 1790-1794                |
| Salavre                        | Saint-Rémy-du-Mont                                                | fusion | 1790-1794                       | 1790-1794                |
| Savigneux                      | Savigneux                                                         | fusion | 1790-1794                       | 1790-1794                |
| Savigneux                      | Juis                                                              | fusion | 1790-1794                       | 1790-1794                |
| Songieu                        | Songieu                                                           | fusion | 1790-1794                       | 1790-1794                |
| Songieu                        | Sothonod                                                          | fusion | 1790-1794                       | 1790-1794                |
| Sonthonnax-la-Montagne         | Sonthonnax-la-Montagne                                            | fusion | 1790-1794                       | 1790-1794                |
| Sonthonnax-la-Montagne         | Heyriat                                                           | fusion | 1790-1794                       | 1790-1794                |
| Vésenex-Crassy                 | Vésenex                                                           | fusion | 1790-1794                       | 1790-1794                |
| Vésenex-Crassy                 | Crassy                                                            | fusion | 1790-1794                       | 1790-1794                |
| Viriat                         | Viriat                                                            | fusion | 1790-1794                       | 1790-1794                |
| Viriat                         | Fleyriat                                                          | fusion | 1790-1794                       | 1790-1794                |
| Yon                            | Yon                                                               | fusion | 1790-1794                       | 1790-1794                |
| Yon                            | Cerveyrieu                                                        | fusion | 1790-1794                       | 1790-1794                |

## Créations et rétablissements
| Nom de la commune créée                      | Commune affectée                     | Mode de création            | Date (et nature) de la décision |
| -------------------------------------------- | ------------------------------------ | --------------------------- | ------------------------------- |
| Crépieux-la-Pape (auj. Département du Rhône) | Rillieux (auj. Département du Rhône) | Démembrement                | 12 avril 1927 (Loi)             |
| Mijoux                                       | Gex                                  | Démembrement                | 11 juillet 1910 (Loi)           |
| Sathonay-Camp (auj. Département du Rhône)    | Sathonay                             | Démembrement et suppression | 4 avril 1908 (Loi)              |
| Sathonay-Village (auj. Département du Rhône) | Sathonay                             | Démembrement et suppression | 4 avril 1908 (Loi)              |
| Toussieux                                    | Reyrieux                             | Démembrement                | 16 février 1900 (Loi)           |
| Villieu                                      | Loyes                                | Démembrement                | 18 juin 1897 (Loi)              |
| Outriaz                                      | Lantenay                             | Démembrement                | 1er avril 1873 (Loi)            |
| Nattages                                     | Parves                               | Démembrement                | 25 mai 1872 (Arrêté)            |
| Sault-Brénaz                                 | Saint-Sorlin                         | Démembrement                | 27 juillet 1867 (Loi)           |
| Sault-Brénaz                                 | Villebois                            | Démembrement                | 27 juillet 1867 (Loi)           |
| Conand                                       | Arandas                              | Démembrement                | 6 septembre 1865 (Décret)       |
| Blyes                                        | Chazey-sur-Ain                       | Démembrement                | 16 mai 1863 (Décret)            |
| Confort                                      | Lancrans                             | Démembrement                | 24 mars 1858 (Décret)           |
| Vanchy                                       | Lancrans                             | Démembrement                | 24 mars 1858 (Décret)           |
| L'Abergement-Clémenciat                      | Châtillon-sur-Chalaronne             | Démembrement                | 18 juin 1857 (Décret)           |
| Cheignieu-la-Balme                           | Contrevoz                            | Démembrement                | 28 avril 1855 (Décret)          |
| Relevant                                     | Châtillon-sur-Chalaronne             | Démembrement                | 3 juillet 1846 (Loi)            |
| Relevant                                     | Saint-Trivier-sur-Moignans           | Démembrement                | 3 juillet 1846 (Loi)            |
| Plagne                                       | Charix                               | Démembrement                | 4 juin 1845 (Loi)               |
| Plagne                                       | Saint-Germain-de-Joux                | Démembrement                | 4 juin 1845 (Loi)               |
| Reyssouze                                    | Gorrevod                             | Démembrement                | 8 mai 1845 (Ordonnance)         |
| Brion                                        | Géovreissiat                         | Démembrement                | 25 mars 1845 (Ordonnance)       |
| Bettant                                      | Saint-Denis-le-Chosson               | Démembrement                | 18 août 1835 (Ordonnance)       |
| Échenevex                                    | Cessy                                | Démembrement                | 1er octobre 1835                |
| Dagneux                                      | Montluel                             | Démembrement                | 30 septembre 1829               |
| Serrières                                    | Leyssard                             | Démembrement                | 28 octobre 1828                 |
| Le Poizat                                    | Lalleyriat                           | Démembrement                | 6 décembre 1827                 |
| Pougny                                       | Collonges                            | Démembrement                | 27 septembre 1826               |
| Bey                                          | Cormoranche-sur-Saône                | Rétablissement              | 1817                            |
| Sulignat                                     | Châtillon-sur-Chalaronne             | Rétablissement              | 1809                            |
| Forens                                       | Chézery                              | Rétablissement              | 1801                            |

## Modification de nom officiel
| Code INSEE | Ancien nom                     | Nouveau nom                | Date du décret   | Date d'effet      |
| ---------- | ------------------------------ | -------------------------- | ---------------- | ----------------- |
| 01170      | Géovreissiat                   | Béard-Géovreissiat         | 3 octobre 2008   | 6 octobre 2008    |
| 01186      | Hostias                        | Hostiaz                    | 10 août 2007     | 15 août 2007      |
| 01077      | Challes                        | Challes-la-Montagne        | 7 juillet 2006   | 9 juillet 2006    |
| 01165      | Amareins-Francheleins-Cesseins | Francheleins               | 30 novembre 1998 | 9 décembre 1998   |
| 01408      | Simandre                       | Simandre-sur-Suran         | 8 juin 1994      | 13 juin 1994      |
| 01088      | Charnoz                        | Charnoz-sur-Ain            | 14 mars 1991     | 21 mars 1991      |
| 01449      | Villette                       | Villette-sur-Ain           | 14 mars 1991     | 21 mars 1991      |
| 01243      | Messimy                        | Messimy-sur-Saône          | 29 décembre 1982 | 14 janvier 1983   |
| 01265      | Montréal                       | Montréal-la-Cluse          | 31 décembre 1979 | 31 décembre 1979  |
| 01263      | Montmerle                      | Montmerle-sur-Saône        | 10 mai 1962      | 16 mai 1962       |
| 01370      | Saint-Laurent                  | Saint-Laurent-sur-Saône    | 17 décembre 1958 | 19 décembre 1958  |
| 01031      | Bélignat                       | Bellignat                  | 14 août 1957     | 22 août 1957      |
| 01031      | Ars                            | Ars-sur-Formans            | 12 octobre 1956  | 19 octobre 1956   |
| 01033      | Bellegarde                     | Bellegarde-sur-Valserine   | 12 octobre 1956  | 19 octobre 1956   |
| 01079      | Champagne                      | Champagne-en-Valromey      | 12 octobre 1956  | 19 octobre 1956   |
| 01384      | Saint-Rambert                  | Saint-Rambert-en-Bugey     | 12 octobre 1956  | 19 octobre 1956   |
| 01443      | Villars                        | Villars-les-Dombes         | 12 octobre 1956  | 19 octobre 1956   |
| 01004      | Ambérieu                       | Ambérieu-en-Bugey          | 25 mars 1955     | 31 mars 1955      |
| 01053      | Bourg                          | Bourg-en-Bresse            | 25 mars 1955     | 31 mars 1955      |
| 01403      | Serrières                      | Serrières-de-Briord        | 25 mars 1955     | 31 mars 1955      |
| 01266      | Montrevel                      | Montrevel-en-Bresse        | 25 janvier 1955  | 29 janvier 1955   |
| 01145      | Dompierre                      | Dompierre-sur-Veyle        | 7 septembre 1954 | 11 septembre 1954 |
| 01295      | Peyzieux                       | Peyzieux-sur-Saône         | 17 mai 1947      | 21 mai 1947       |
| 01023      | Asnières                       | Asnières-sur-Saône         | 21 juillet 1937  | 21 juillet 1937   |
| 01344      | Saint-Denis-le-Ceyzériat       | Saint-Denis-lès-Bourg      | 20 février 1932  | 20 février 1932   |
| 01386      | Saint-Sorlin                   | Saint-Sorlin-en-Bugey      | 31 octobre 1931  | 31 octobre 1931   |
| 01431      | Vaux                           | Vaux-en-Bugey              | 23 octobre 1928  | 23 octobre 1928   |
| 01122      | Cormaranche                    | Cormaranche-en-Bugey       | 27 novembre 1920 | 27 novembre 1920  |
| 01123      | Cormoranche                    | Cormoranche-sur-Saône      | 6 août 1908      | 6 août 1908       |
| 01126      | Vanchy                         | Coupy                      | 26 novembre 1907 | 26 novembre 1907  |
| 01336      | Saint-André-le-Panoux          | Saint-André-sur-Vieux-Jonc | 19 février 1902  | 19 février 1902   |
| 01345      | Saint-Denis-le-Chosson         | Saint-Denis-en-Bugey       | 10 avril 1895    | 10 avril 1895     |
| 01143      | Divonne                        | Divonne-les-Bains          | 11 octobre 1892  | 11 octobre 1892   |
| 01354      | Pouilly-Saint-Genis            | Saint-Genis-Pouilly        | 5 août 1886      | 5 août 1886       |
| 01022      | Yon-Artemare                   | Artemare                   | 22 décembre 1885 | 22 décembre 1885  |
| 01277      | Montgriffon                    | Nivollet-Montgriffon       | 3 janvier 1883   | 3 janvier 1883    |
| 01194      | Jassans                        | Jassans-Riottier           | 5 novembre 1880  | 5 novembre 1880   |
| 01056      | Saint-Jérôme                   | Boyeux-Saint-Jérôme        | 28 octobre 1879  | 28 octobre 1879   |
| 01067      | Étables                        | Ceignes                    | 15 avril 1879    | 15 avril 1879     |
| 01160      | Ferney                         | Ferney-Voltaire            | 22 novembre 1878 | 22 novembre 1878  |
| 01130      | Cras                           | Cras-sur-Reyssouze         | 25 octobre 1867  | 25 octobre 1867   |
| 01022      | Yon                            | Yon-Artemare               | 25 mars 1863     | 25 mars 1863      |
| 01033      | Musinens                       | Bellegarde                 | 6 décembre 1858  | 6 décembre 1858   |

## Changement de département

### 1967
Les communes suivantes ont été détachées du département de l'Ain et rattachées au département du Rhône au moment de la création de la Communauté urbaine de Lyon  (Loi du 29 décembre 1967, et décret du 21 février 1968):
- Crépieux-la-Pape
- Genay
- Montanay
- Rillieux y compris Vancia, hameau de Miribel
- Sathonay-Camp
- Sathonay-Village

### 1794
Les communes suivantes ont été détachées du département de l'Ain et intégrées à des communes de département du Saône-et-Loire :
- La Chapelle-Tecle est intégrée à La Chapelle-Thècle le 18 octobre[Off. 99] ;
- Tagiset est intégrée à Sainte-Croix le 20 octobre[Off. 100] ;
- Busserolles est intégrée à Varennes-Saint-Sauveur  le 26 décembre[Off. 101].

## Changement de pays

### 1762
Par le rattachement de la Dombes au royaume de France, plusieurs communes intègrent le futur département de l'Ain, dont :
- Ars-en-Dombes qui prend alors le nom d'Ars

### 1815
Les communes suivantes ont été détachées du département du Léman et rattachées au canton de Genève :
- Collex-Bossy
- Grand-Saconnex
- Pregny
- Meyrin
- Vernier
- Versoix

ainsi qu'une partie de Sauverny
Les autres communes du pays de Gex ont retrouvé le département de l'Ain.

## Modifications de limites communales
Le plus souvent, les modifications des limites communales décidées par arrêtés préfectoraux ne sont pas répertoriées dans le Journal officiel, ni dans le Bulletin officiel.
| La commune de...                                                           | ...cède du territoire à la commune de...                                   | Précisions                                                                                      | Date (et nature) de la décision               |
| -------------------------------------------------------------------------- | -------------------------------------------------------------------------- | ----------------------------------------------------------------------------------------------- | --------------------------------------------- |
| Brégnier-Cordon                                                            | Les Avenières (Isère)                                                      | Superficie de 40 ha 67 a 52 ca                                                                  | 22 novembre 2007 (Décret)                     |
| Les Avenières (Isère)                                                      | Brégnier-Cordon                                                            | Superficie de 35 ha 64 a 35 ca                                                                  | 22 novembre 2007 (Décret)                     |
| Neyron Rillieux-la-Pape (Rhône)                                            | Rillieux-la-Pape (Rhône) Neyron                                            |                                                                                                 | 23 juillet 1998 (Décret)                      |
| Géovreisset                                                                | Oyonnax                                                                    | Superficie de 19 ha (territoire du centre hospitalier du Haut-Bugey)                            | 1er janvier 1997                              |
| Oyonnax                                                                    | Arbent                                                                     | Superficie de 2 a 7 ca                                                                          | 17 décembre 1996 (Décret)                     |
| Arbent                                                                     | Oyonnax                                                                    | Superficie de 1 a 60 ca                                                                         | 17 décembre 1996 (Décret)                     |
| Bellegarde-sur-Valserine                                                   | Lancrans                                                                   | Superficie de 4 a 72 ca                                                                         | 7 octobre 1996 (Décret)                       |
| Lancrans                                                                   | Bellegarde-sur-Valserine                                                   | Superficie de 4 a 72 ca                                                                         | 7 octobre 1996 (Décret)                       |
| Viriat                                                                     | Attignat                                                                   | Superficie de 1 ha 8 a 20 ca                                                                    | 9 septembre 1996 (Décret)                     |
| Crozet                                                                     | Sergy                                                                      | Superficie de 27 ha 30 a 50 ca                                                                  | 12 juin 1990 (Décret)                         |
| Sandrans                                                                   | La Chapelle-du-Châtelard                                                   | Chemin de Fort-Barras 3 sections d'une superficie de 63 a 65 ca, de 10 a 63 ca et de 14 a 49 ca | 27 janvier 1982 (Décret)                      |
| La Chapelle-du-Châtelard                                                   | Sandrans                                                                   | Chemin de Quincieux Superficie de 3 a 38 ca                                                     | 27 janvier 1982 (Décret)                      |
| Lagnieu                                                                    | Saint-Sorlin-en-Bugey                                                      | 3 habitants                                                                                     | 21 janvier 1969 (Décret)                      |
| Bourg-en-Bresse Montagnat Péronnas Saint-Denis-lès-Bourg Saint-Just Viriat | Viriat Saint-Just Saint-Denis-lès-Bourg Péronnas Montagnat Bourg-en-Bresse |                                                                                                 | 6 novembre 1968 (Arrêté)                      |
| Pont-de-Vaux Reyssouze                                                     | Reyssouze Pont-de-Vaux                                                     |                                                                                                 | 31 octobre 1968 (Arrêté)                      |
| Montanay (Rhône)                                                           | Mionnay                                                                    |                                                                                                 | 29 décembre 1967 (Loi)                        |
| Neyron                                                                     | Rillieux (Rhône)                                                           |                                                                                                 | 29 décembre 1967 (Loi)                        |
| Miribel                                                                    | Rillieux (Rhône)                                                           |                                                                                                 | 29 décembre 1967 (Loi)                        |
| Bourg-en-Bresse Saint-Denis-lès-Bourg                                      | Saint-Denis-lès-Bourg Bourg-en-Bresse                                      |                                                                                                 | 27 octobre 1967 (Arrêté)                      |
| Bourg-en-Bresse Péronnas                                                   | Péronnas Bourg-en-Bresse                                                   |                                                                                                 | 2 décembre 1966 (Arrêté)                      |
| Crottet                                                                    | Saint-Laurent-sur-Saône                                                    | Quartier Saint-Laurent et lieu-dit Ile de la Réjouissance Superficie de 6 ha 37 a 50 ca         | 11 septembre 1964 (Décret)                    |
| Charix                                                                     | Plagne                                                                     | Lieu-dit : Sur la Croix                                                                         | 10 avril 1963 (Décret)                        |
| Plagne                                                                     | Charix                                                                     | Lieu-dit : Montabury                                                                            | 10 avril 1963 (Décret)                        |
| Fareins                                                                    | Beauregard                                                                 | Hameau du Marronnier                                                                            | 4 juin 1954 (Décret)                          |
| Poncin                                                                     | Neuville-sur-Ain                                                           | Hameau de Bosseron                                                                              | 9 août 1950 (Décret)                          |
| Saint-Jean-le-Vieux                                                        | Pont-d'Ain                                                                 | Hameau de Pont-Rompu                                                                            | 22 septembre 1948 (Décret)                    |
| Saint-Jean-le-Vieux                                                        | Pont-d'Ain                                                                 | Hameau des Granges                                                                              | 29 mars 1936 (Loi)                            |
| Vieu-d'Izenave                                                             | Maillat                                                                    | Hameau d'Oisselaz                                                                               | 3 avril 1932 (Loi)                            |
| Vouvray                                                                    | Bellegarde                                                                 | Hameau du Ponthoux                                                                              | 14 juin 1927 (Décret)                         |
| Montagnieu                                                                 | Serrières-de-Briord                                                        | Hameau du Petit-Serrières                                                                       | 20 juillet 1892 (Décret)                      |
| Motz (Savoie) Serrières (Savoie) Ruffieux (Savoie) Chanaz (Savoie)         | Anglefort Culoz Lavours Cressin-Rochefort                                  | Délimitation au voisinage du Rhône                                                              | 19 juillet 1886 (Loi)                         |
| Pugieu                                                                     | Andert-et-Condon                                                           | Hameau de Gévrin                                                                                | 13 juillet 1886 (Loi)                         |
| Longecombe                                                                 | Chaley                                                                     | Hameau de Charabotte                                                                            | 4 janvier 1883 (Loi)                          |
| Les Avenières (Isère)                                                      | Brégnier-Cordon                                                            | Section de l'île des Sables                                                                     | 28 juillet 1876 (Loi)                         |
| L'Abergement-Clémenciat                                                    | Baneins                                                                    | Section de Bagès                                                                                | 19 mars 1862 (Loi)                            |
| Leyssard                                                                   | Serrières                                                                  |                                                                                                 | 7 septembre 1845 (Ordonnance)                 |
| Belley Brens Virignin                                                      | Virignin Belley Brens                                                      | Limite fixée par le cours principal du Beuvron                                                  | 4 juin 1845 (Loi)                             |
| Uchizy (Saône-et-Loire)                                                    | Arbigny                                                                    | Limite fixée sur le milieu du lit de la Saône                                                   | 10 octobre 1811 (Décret)                      |
| Arbigny Uchizy (Saône-et-Loire)                                            | Uchizy (Saône-et-Loire) Arbigny                                            |                                                                                                 | 10 novembre 1803 (Arrêté) (18 brumaire an 12) |

## Communes associées
Liste des communes ayant, ou ayant eu (en italique), à la suite d'une fusion, le statut de commune associée.
| Nom de la commune | Code INSEE | Fusion-association                     | Fusion-association | Fusion-association     | Fusion-association                       | Transformation de l'association en fusion simple | Transformation de l'association en fusion simple |
| Nom de la commune | Code INSEE | date de la décision                    | date d'effet       | commune absorbante     | nom de la commune résultant de la fusion | date de la décision                              | date d'effet                                     |
| ----------------- | ---------- | -------------------------------------- | ------------------ | ---------------------- | ---------------------------------------- | ------------------------------------------------ | ------------------------------------------------ |
| Luthézieu         | 01226      | Décret du 17 octobre 1974              | 1er novembre 1974  | Belmont                | Belmont-Luthézieu                        | Arrêté préfectoral du 3 novembre 1997            | 1er décembre 1997                                |
| Lilignod          | 01217      | Arrêté préfectoral du 22 décembre 1972 | 1er janvier 1973   | Champagne-en-Valromey  | Champagne-en-Valromey                    | Arrêté préfectoral du 23 décembre 1996           | 1er janvier 1997                                 |
| Passin            | 01287      | Arrêté préfectoral du 22 décembre 1972 | 1er janvier 1973   | Champagne-en-Valromey  | Champagne-en-Valromey                    | Arrêté préfectoral du 23 décembre 1996           | 1er janvier 1997                                 |
| Ochiaz            | 01278      | Arrêté préfectoral du 22 octobre 1973  | 1er novembre 1973  | Châtillon-de-Michaille | Châtillon-en-Michaille                   | Arrêté préfectoral du 29 janvier 1985            | 1er février 1985                                 |
| Vouvray           | 01458      | Arrêté préfectoral du 22 octobre 1973  | 1er novembre 1973  | Châtillon-de-Michaille | Châtillon-en-Michaille                   | Arrêté préfectoral du 29 janvier 1985            | 1er février 1985                                 |
| Amareins          | 01003      | Arrêté préfectoral du 16 juillet 1973  | 1er janvier 1974   | Francheleins           | Amareins-Francheleins-Cesseins           | Arrêté préfectoral du 7 décembre 1982            | 1er janvier 1983                                 |
| Cesseins          | 01070      | Arrêté préfectoral du 16 juillet 1973  | 1er janvier 1974   | Francheleins           | Amareins-Francheleins-Cesseins           | Arrêté préfectoral du 8 juillet 1996             | 1er août 1996                                    |
| Romanèche         | 01327      | Arrêté préfectoral du 26 décembre 1972 | 1er janvier 1973   | Hautecourt             | Hautecourt-Romanèche                     | Arrêté préfectoral du 9 juillet 1997             | 1er août 1997                                    |
| Bohas             | 01048      | Arrêté préfectoral du 28 décembre 1973 | 1er janvier 1974   | Meyriat                | Bohas-Meyriat-Rignat                     | Arrêté préfectoral du 23 décembre 1999           | 1er janvier 2000                                 |
| Rignat            | 01324      | Arrêté préfectoral du 28 décembre 1973 | 1er janvier 1974   | Meyriat                | Bohas-Meyriat-Rignat                     |                                                  |                                                  |
| Cordieux          | 01120      | Arrêté préfectoral du 29 décembre 1972 | 1er janvier 1973   | Montluel               | Montluel                                 |                                                  |                                                  |
| Veyziat           | 01440      | Arrêté préfectoral du 29 décembre 1972 | 1er janvier 1973   | Oyonnax                | Oyonnax                                  | Arrêté préfectoral du 28 août 2014               | 1er janvier 2015                                 |
| Charancin         | 01086      | Arrêté préfectoral du 28 décembre 1973 | 1er janvier 1974   | Sutrieu                | Sutrieu                                  | Arrêté préfectoral du 11 janvier 1994            | 1er février 1994                                 |
| Fitignieu         | 01161      | Arrêté préfectoral du 28 décembre 1973 | 1er janvier 1974   | Sutrieu                | Sutrieu                                  | Arrêté préfectoral du 11 janvier 1994            | 1er février 1994                                 |
| Cuisiat           | 01137      | Arrêté préfectoral du 28 novembre 1972 | 1er décembre 1972  | Treffort               | Treffort-Cuisiat                         | Arrêté préfectoral du 4 décembre 2015            | 1er janvier 2016                                 |
| Loyes             | 01223      | Arrêté préfectoral du 28 décembre 1973 | 1er janvier 1974   | Villieu                | Villieu-Loyes-Mollon                     | Arrêté préfectoral du 21 décembre 1994           | 1er janvier 1995                                 |
| Mollon            | 01253      | Arrêté préfectoral du 28 décembre 1973 | 1er janvier 1974   | Villieu                | Villieu-Loyes-Mollon                     | Arrêté préfectoral du 21 décembre 1994           | 1er janvier 1995                                 |

## Communes déléguées d'une commune nouvelle
Liste des communes ayant le statut de commune déléguée (le chef-lieu est marqué d'un astérisque) dans une commune nouvelle.
| Commune déléguée          | Code INSEE | Commune nouvelle                        | Commune nouvelle | Commune nouvelle     | Défusion            | Défusion     |
| Commune déléguée          | Code INSEE | date de la décision                     | date d'effet     | nom de la commune    | date de la décision | date d'effet |
| ------------------------- | ---------- | --------------------------------------- | ---------------- | -------------------- | ------------------- | ------------ |
| Arbignieu*                | 01015      | Arrêté préfectoral du 29 septembre 2015 | 1er janvier 2016 | Arboys en Bugey      |                     |              |
| Saint-Bois                | 01340      | Arrêté préfectoral du 29 septembre 2015 | 1er janvier 2016 | Arboys en Bugey      |                     |              |
| Brénaz                    | 01059      | Arrêté préfectoral du 17 décembre 2018  | 1er janvier 2019 | Arvière-en-Valromey  |                     |              |
| Chavornay                 | 01097      | Arrêté préfectoral du 17 décembre 2018  | 1er janvier 2019 | Arvière-en-Valromey  |                     |              |
| Lochieu                   | 01218      | Arrêté préfectoral du 17 décembre 2018  | 1er janvier 2019 | Arvière-en-Valromey  |                     |              |
| Virieu-le-Petit*          | 01453      | Arrêté préfectoral du 17 décembre 2018  | 1er janvier 2019 | Arvière-en-Valromey  |                     |              |
| Bâgé-la-Ville*            | 01025      | Arrêté préfectoral du 1er décembre 2017 | 1er janvier 2018 | Bâgé-Dommartin       |                     |              |
| Dommartin                 | 01114      | Arrêté préfectoral du 1er décembre 2017 | 1er janvier 2018 | Bâgé-Dommartin       |                     |              |
| Cras-sur-Reyssouze*       | 01130      | Arrêté préfectoral du 21 décembre 2018  | 1er janvier 2019 | Bresse Vallons       |                     |              |
| Étrez                     | 01154      | Arrêté préfectoral du 21 décembre 2018  | 1er janvier 2019 | Bresse Vallons       |                     |              |
| Champdor*                 | 01080      | Arrêté préfectoral du 27 novembre 2015  | 1er janvier 2016 | Champdor-Corcelles   |                     |              |
| Corcelles                 | 01119      | Arrêté préfectoral du 27 novembre 2015  | 1er janvier 2016 | Champdor-Corcelles   |                     |              |
| Chazey-Bons*              | 01098      | Arrêté préfectoral du 30 juin 2016      | 1er janvier 2017 | Chazey-Bons          |                     |              |
| Pugieu                    | 01316      | Arrêté préfectoral du 30 juin 2016      | 1er janvier 2017 | Chazey-Bons          |                     |              |
| Groslée                   | 01182      | Arrêté préfectoral du 30 décembre 2015  | 1er janvier 2016 | Groslée-Saint-Benoît |                     |              |
| Saint-Benoît*             | 01338      | Arrêté préfectoral du 30 décembre 2015  | 1er janvier 2016 | Groslée-Saint-Benoît |                     |              |
| Hotonnes*                 | 01187      | Arrêté préfectoral du 29 septembre 2015 | 1er janvier 2016 | Haut Valromey        |                     |              |
| Le Grand-Abergement       | 01176      | Arrêté préfectoral du 29 septembre 2015 | 1er janvier 2016 | Haut Valromey        |                     |              |
| Le Petit-Abergement       | 01292      | Arrêté préfectoral du 29 septembre 2015 | 1er janvier 2016 | Haut Valromey        |                     |              |
| Songieu                   | 01409      | Arrêté préfectoral du 29 septembre 2015 | 1er janvier 2016 | Haut Valromey        |                     |              |
| Chavannes-sur-Suran*      | 01095      | Arrêté préfectoral du 20 mai 2016       | 1er janvier 2017 | Nivigne et Suran     |                     |              |
| Germagnat                 | 01172      | Arrêté préfectoral du 20 mai 2016       | 1er janvier 2017 | Nivigne et Suran     |                     |              |
| Magnieu*                  | 01227      | Arrêté préfectoral du 23 novembre 2018  | 1er janvier 2019 | Magnieu              |                     |              |
| Saint-Champ               | 01341      | Arrêté préfectoral du 23 novembre 2018  | 1er janvier 2019 | Magnieu              |                     |              |
| Parves*                   | 01271      | Arrêté préfectoral du 24 décembre 2015  | 1er janvier 2016 | Parves et Nattages   |                     |              |
| Nattages                  | 01338      | Arrêté préfectoral du 24 décembre 2015  | 1er janvier 2016 | Parves et Nattages   |                     |              |
| Cormaranche-en-Bugey      | 01122      | Arrêté préfectoral du 12 décembre 2018  | 1er janvier 2019 | Plateau d'Hauteville |                     |              |
| Hauteville-Lompnes*       | 01185      | Arrêté préfectoral du 12 décembre 2018  | 1er janvier 2019 | Plateau d'Hauteville |                     |              |
| Hostiaz                   | 01186      | Arrêté préfectoral du 12 décembre 2018  | 1er janvier 2019 | Plateau d'Hauteville |                     |              |
| Thézillieu                | 01417      | Arrêté préfectoral du 12 décembre 2018  | 1er janvier 2019 | Plateau d'Hauteville |                     |              |
| Lalleyriat*               | 01204      | Arrêté préfectoral du 15 septembre 2015 | 1er janvier 2016 | Le Poizat-Lalleyriat |                     |              |
| Le Poizat                 | 01300      | Arrêté préfectoral du 15 septembre 2015 | 1er janvier 2016 | Le Poizat-Lalleyriat |                     |              |
| Lhôpital*                 | 01215      | Arrêté préfectoral du 3 décembre 2018   | 1er janvier 2019 | Surjoux-Lhopital     |                     |              |
| Surjoux                   | 01413      | Arrêté préfectoral du 3 décembre 2018   | 1er janvier 2019 | Surjoux-Lhopital     |                     |              |
| Cuisiat                   | 01137      | Arrêté préfectoral du 4 décembre 2015   | 1er janvier 2016 | Val-Revermont        |                     |              |
| Pressiat                  | 01312      | Arrêté préfectoral du 4 décembre 2015   | 1er janvier 2016 | Val-Revermont        |                     |              |
| Treffort*                 | 01426      | Arrêté préfectoral du 4 décembre 2015   | 1er janvier 2016 | Val-Revermont        |                     |              |
| Belmont-Luthézieu*        | 01036      | Arrêté préfectoral du 17 décembre 2018  | 1er janvier 2019 | Valromey-sur-Séran   |                     |              |
| Lompnieu                  | 01221      | Arrêté préfectoral du 17 décembre 2018  | 1er janvier 2019 | Valromey-sur-Séran   |                     |              |
| Sutrieu                   | 01414      | Arrêté préfectoral du 17 décembre 2018  | 1er janvier 2019 | Valromey-sur-Séran   |                     |              |
| Vieu                      | 01442      | Arrêté préfectoral du 17 décembre 2018  | 1er janvier 2019 | Valromey-sur-Séran   |                     |              |
| Bellegarde-sur-Valserine* | 01033      | Arrêté préfectoral du 22 octobre 2018   | 1er janvier 2019 | Valserhône           |                     |              |
| Châtillon-en-Michaille    | 01091      | Arrêté préfectoral du 22 octobre 2018   | 1er janvier 2019 | Valserhône           |                     |              |
| Lancrans                  | 01205      | Arrêté préfectoral du 22 octobre 2018   | 1er janvier 2019 | Valserhône           |                     |              |